# Austin Powers
Austin Powers is de hoofdpersoon in een reeks komische parodiefilms, die daarom gezamenlijk Austin Powers-films worden genoemd.

## Omschrijving
De Austin Powers-films zijn een parodie op de spionnenfilms uit de jaren zestig, zoals James Bond en The Saint. Naast het parodiëren, bevatten de films veel elementen uit de jongerencultuur van de jaren zestig, 70 en 90, en bestaan ze verder voor een groot deel uit onderbroekenlol: schuine grappen, dubbelzinnige namen en poep-en-pieshumor zijn niet van de lucht.
De films parodiëren het cliché van een mannelijke superspion die onweerstaanbaar is voor vrouwen, en ook geen moeite doet om ze tegen te houden. Daarnaast wordt er gebruikgemaakt van de Amerikaanse stereotypering over Britten, bijvoorbeeld dat ze slechte tanden hebben en fysiek lelijk zijn.

### Verwijzingen
Er zijn zeer duidelijke verwijzingen in de Austin Powers-films aanwezig die verwijzen naar de eerste vijf Bond-films met Sean Connery. Enkele voorbeelden:
- Uit Dr. No:
  - De kledingstijl van de slechterik Dr. Evil, als verwijzing naar Dr. No
  - De scène waarin Austin Powers en Felicity Shagwell uit de zee komen met beide een witte jaren 60-bikini aan - als parodie op Ursula Andress als Honey Rider
  - De lopende band na het ontdooien van Austin Powers, als verwijzing naar de reinigingsprocedure van Bond en Honey
- Uit Goldfinger
  - De schoengooiende Koreaan Random Task - als parodie op de bolhoedgooiende Oddjob
  - In een trailer van de derde Austin Powers-film zie je met goud beschilderde lichaamsdelen waarop mensen geprojecteerd staan net als in de titelsong van Goldfinger.
- Uit Thunderball
  - Het misdaadsyndicaat van Dr. Evil dat aan een lange grote tafel zit, en waarvan de slechteriken die slecht gepresteerd hebben, een voor een worden uitgeroeid
  - Het ooglapje van No. 2, gebaseerd op Largo
- Uit You Only Live Twice
  - Het uiterlijk, de stem en de motoriek van de slechterik Dr. Evil als directe verwijzing naar Ernst Stavro Blofeld
  - De holle, dode vulkaan waarin Dr. Evil graag zijn basis vestigt
- Uit The Man with the Golden Gun
  - De rechterhand van Francisco Scaramanga 'Nick Nack' als Mini-me van Dr Evil

Daarnaast zijn er ook verwijzingen naar andere films duidelijk zichtbaar, zoals
- Het invriezen en ontdooien van Dr. Evil en Austin Powers - als parodie op soortgelijke scènes in Demolition Man
- De begingeneriek van de tweede film, en het wapen genaamd 'Death Star' verwijzen naar Star Wars
- De namen van de vrouwelijke handlangers van Dr. Evil, bijvoorbeeld Allota Fagina uit de eerste film

## Films
In totaal zijn er drie films geproduceerd:
- 1997: Austin Powers: International Man of Mystery - (goed voor US$ 68 miljoen)
- 1999: Austin Powers: The Spy Who Shagged Me - (goed voor US$ 310 miljoen)
- 2002: Austin Powers 3: Goldmember - (goed voor US$ 288 miljoen)

### Lijst van personages
| Personage            | Film                                | Film                          | Film              |
| Personage            | International Man of Mystery (1997) | The Spy Who Shagged Me (1999) | Goldmember (2002) |
| -------------------- | ----------------------------------- | ----------------------------- | ----------------- |
| Austin Powers        | Mike Myers                          | Mike Myers                    | Mike Myers        |
| Dr. Evil             | Mike Myers                          | Mike Myers                    | Mike Myers        |
| Basil Exposition     | Michael York                        | Michael York                  | Michael York      |
| Number Two           | Robert Wagner                       | Robert Wagner                 | Robert Wagner     |
| Frau Farbissina      | Mindy Sterling                      | Mindy Sterling                | Mindy Sterling    |
| Scott Evil           | Seth Green                          | Seth Green                    | Seth Green        |
| Johnson Ritter       | Clint Howard                        | Clint Howard                  | Clint Howard      |
| Vanessa Kensington   | Elizabeth Hurley                    | Elizabeth Hurley              |                   |
| Mustafa              | Will Ferrell                        | Will Ferrell                  |                   |
| Alotta Fagina        | Fabiana Udenio                      |                               |                   |
| Mrs. Kensington      | Mimi Rogers                         |                               |                   |
| Random Task          | Joe Son                             |                               |                   |
| Commandant Gilmour   | Charles Napier                      |                               |                   |
| Fat Bastard          |                                     | Mike Myers                    | Mike Myers        |
| Mini-Me              |                                     | Verne Troyer                  | Verne Troyer      |
| Felicity Shagwell    |                                     | Heather Graham                |                   |
| Robin Spitz-Swallows |                                     | Gia Carides                   |                   |
| Ivana Humpalot       |                                     | Kristen Johnston              |                   |
| Bazooka Marksman Joe |                                     | Kevin Durand                  |                   |
| Goldmember           |                                     |                               | Mike Myers        |
| Foxxy Cleopatra      |                                     |                               | Beyoncé Knowles   |
| Nigel Powers         |                                     |                               | Michael Caine     |
| Number Three         |                                     |                               | Fred Savage       |
| Fook Yu              |                                     |                               | Carrie Ann Inaba  |
| Fook Mi              |                                     |                               | Diane Mizota      |